# Agrostis tenuiculmis
Agrostis tenuiculmis é uma espécie de gramínea do gênero Agrostis, pertencente à família Poaceae.